# Мерцалов, Василий Иванович
Василий Иванович Мерцалов (1838 или 1839 — 1916) — российский государственный деятель, томский губернатор.

## Биография
Родился в семье Ивана Фёдоровича Меркулова (1796—?), который после окончания Московской духовной академии с 1820 года преподавал в Черниговской духовной семинарии, а в 1829 году был рукоположен в священнический сан и переведён в Нежин, где много лет совмещал обязанности законоучителя Нежинской гимназии и профессора Нежинского лицея.
Окончил Нежинскую гимназию, затем — Киевский университет (1858). В январе 1859 года утверждён губернским секретарём, получил направление в Главное управление Восточной Сибири в Иркутске, оттуда переведён в распоряжение кяхтинского градоначальника А. И. Деспот-Зеновича. Жил в Кяхте, занимал разные должности, был контролёром и бухгалтером Кяхтинского попечительного о тюрьмах комитета, чиновником для особых поручений при градоначальнике, кяхтинским пограничным комиссаром (1863), заведовал канцелярией кяхтинского градоначальника. Участвовал в организации городской типографии.
С переводом Деспот-Зеновича в Тобольск (1863) последовал за ним, был земским исправником Тарского округа. В августе 1864 года получил чин титулярного советника. Через год переведён в Государственный контроль (на правах министерства) и направлен в Красноярск для открытия Енисейской контрольной палаты, которую и возглавил.
С 1870 года служил в центральном управлении Государственной контрольной палаты, с 1871 года надворный советник, тогда же назначен управляющим Рязанской контрольной палатой. С 1872 года управлял Омской контрольной палатой. В 1875 году произведён в коллежские советники, в 1879 — статские советники.
7 марта 1880 года назначен на вакантное с 19 сентября 1879 года место губернатора Томска. Прибыл в Томск 12 апреля того же года. В феврале 1881 года произведён в действительные статские советники.
В 1880 году возглавил Комитет по возведению зданий Сибирского университета в Томске. Участвовал в торжественной закладке университетского здания 26 августа 1880 года, в своей речи сказал, что учреждение университета «в стране метелей и снегов на берегу широкой Томи» — это историческое событие огромного значения. Непосредственно руководя строительством на начальной его стадии, привлек к работам архитектора П. П. Нарановича. На работах по рытью котлована использовал труд осужденных томских арестантских рот.
В бытность губернатором обосновывал необходимость прекращения ссылки в Томскую губернию уголовно осужденных.
Состоял членом Западно-Сибирского отдела Императорского Русского Географического общества.
Начальником Томского губернского жандармского управления полковником Н. И. Александровым был обвинён в пособничестве государственным преступникам (инкриминировалось освобождение сосланного в Томск народника П. Боголюбова) и был вынужден подать в отставку.
7 апреля 1883 года уволен с поста томского губернатора, согласно его прошению, из-за расстроенного здоровья.
Через два с половиной года после отставки по результатам расследования его дела был оправдан, восстановлен на государственной службе и назначен управляющим контроля в Министерстве Двора. С 1902 года состоял в Сенате, не позднее 1908 года был произведён в чин тайного советника.
Скончался и похоронен в Петрограде.
Супруга — Аделаида Карловна.

## Оценки современников
В. М. Флоринский характеризовал Мерцалова, как «заурядного контрольного чиновника… нерешительного и подавленного новыми обязанностями»
К. М. Станюкович, живший в Томске при губернаторстве Мерцалова, вывел его в своем сатирическом романе «В места не столь отдаленные» в образе губернатора Ржевского-Пряника.
Сосланный в Сибирь С. Л. Чудновский называл Мерцалова интересным типом российского помпадура «доброго старого времени».